# Trimezia lutea
Trimezia lutea är en irisväxtart som först beskrevs av Friedrich Wilhelm Klatt, och fick sitt nu gällande namn av Robert Crichton Foster. Trimezia lutea ingår i släktet Trimezia och familjen irisväxter. Inga underarter finns listade i Catalogue of Life.